# Abbazia di Thélema

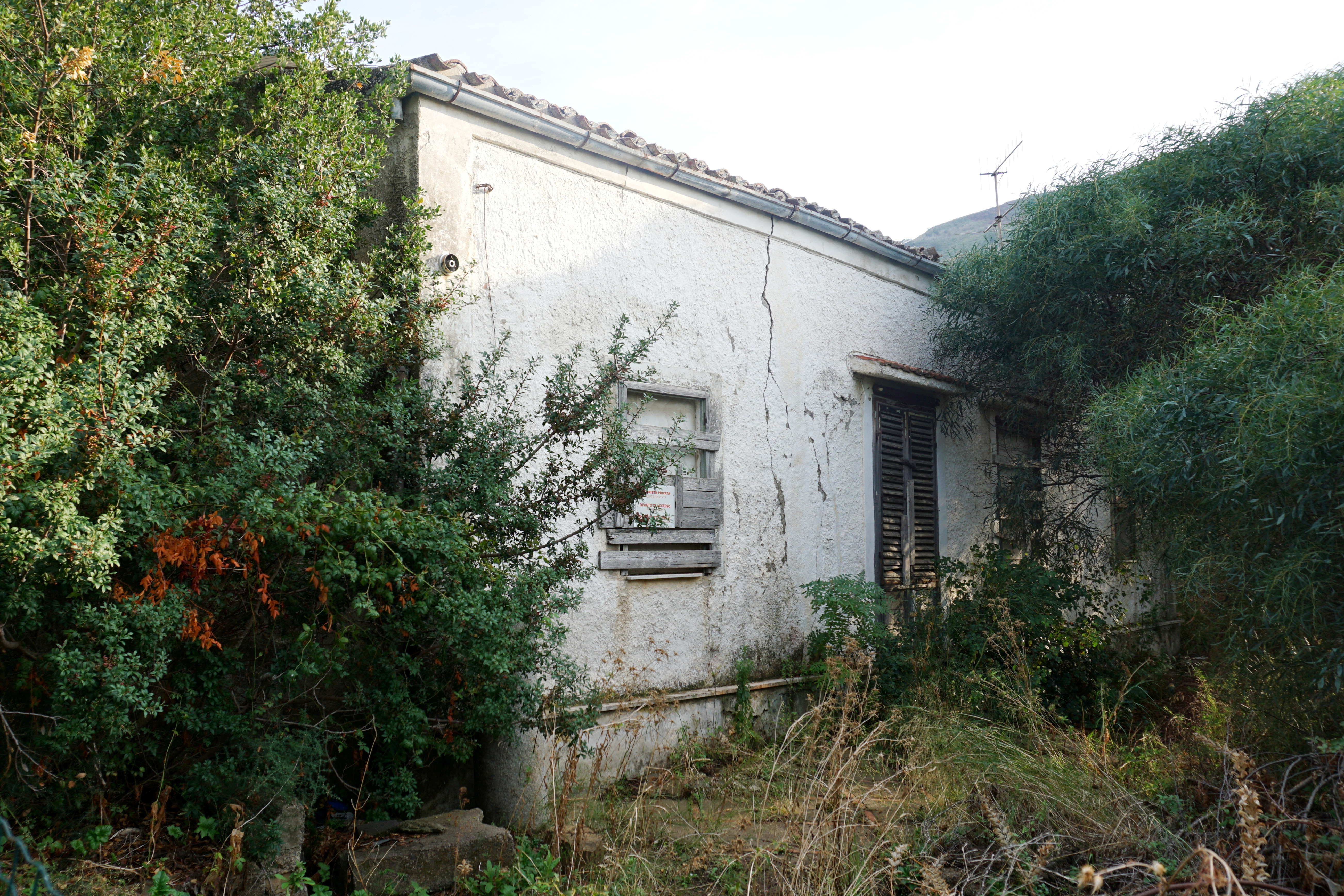
Abbazia di Thélema, 2017

Abbazia di Thélema è il nome dato dall'occultista inglese Aleister Crowley (1875-1947) a Villa Santa Barbara di Cefalù, in Sicilia: l'edificio che egli scelse, dopo avere consultato Il libro dei mutamenti, come tempio e il cui nome era mutuato da quello dell'Abbazia di Thélème nella satira Gargantua e Pantagruel di François Rabelais e che egli destinò ad essere luogo centrale di irradiazione del culto della sua comunità di adepti.

## Storia

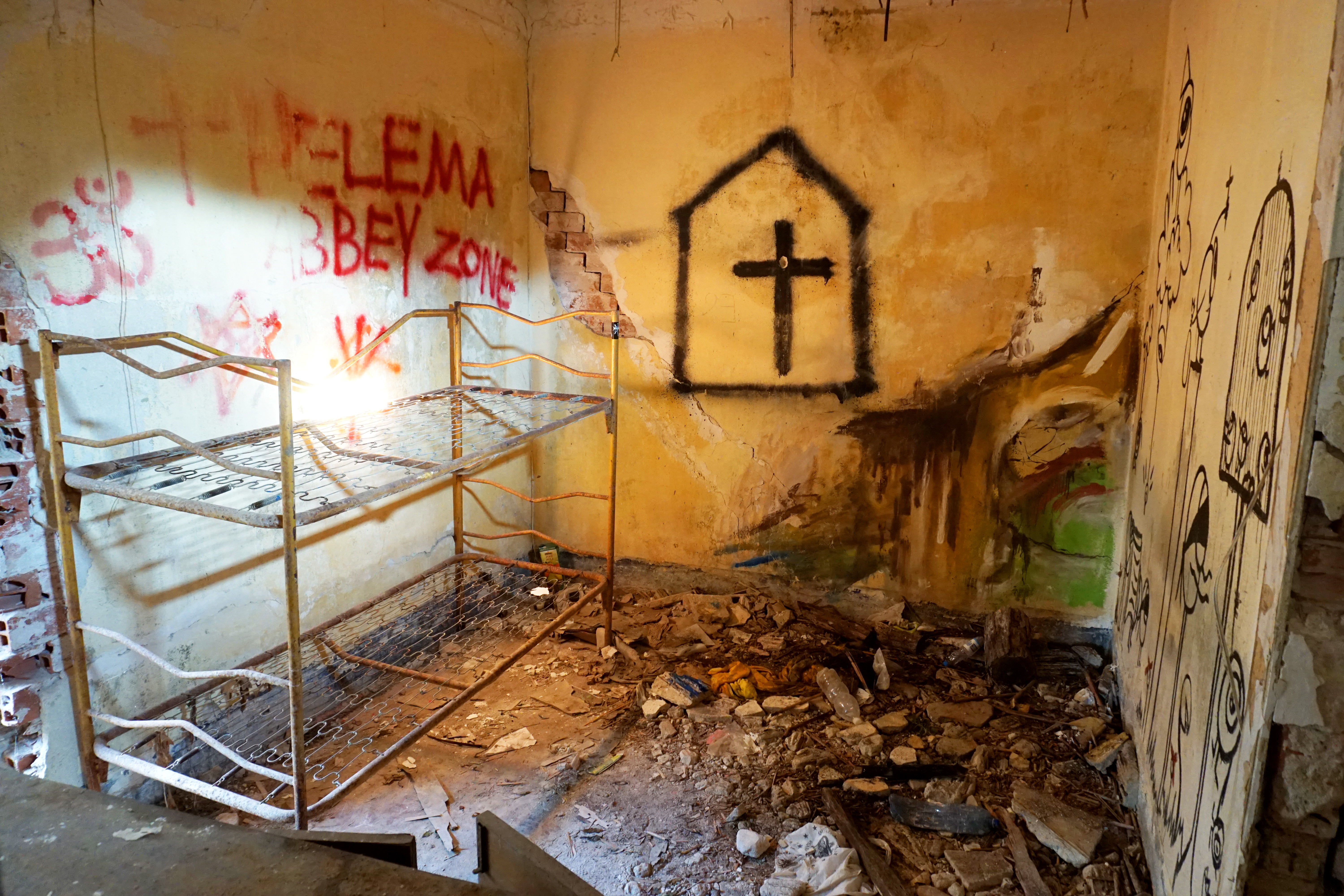
Dentro le rovine dell'Abbazia di Thélema, 2017

Il progetto di Aleister Crowley ("Maestro Therion" o "Frater Perdurabo") fu quello di fondare un'abbazia nella quale una comunità di discepoli avrebbe potuto mettere in pratica le dottrine del Thélema.
Il luogo prescelto per mettere in pratica il tentativo di vivere in azione il Libro della Legge (testo profetico che egli sosteneva di avere ricevuto a Il Cairo nel 1904 dal suo Santo Angelo Custode e su cui si fonda la religione-non-religione di Thélema), fu questo edificio preso in affitto dal Barone Carlo La Calce.
Crowley fece di questa villa il centro mondiale di studio, pratica e devozione delle arti magiche definita come "Collegium ad Spiritum Sanctum".
Fu così che l'Abbazia di Thélema divenne punto centrale di diffusione nel mondo delle arti magiche e della filosofia pratica di Thélema.
A Cefalù, egli trascorse gli anni cruciali della sua esistenza, qui portò a termine diverse sue opere e lavorò a un'arte sia erotica sia muratoria che magica, in questo paese viveva un'esistenza semplice, bucolica, attorniato da un gruppo internazionale di seguaci che praticavano gli insegnamenti di Crowley dell’organizzazione magica fondata da lui stesso nel 1907 con il nome di A∴A∴. Praticavano riti, usi e stili di vita riconducibile alle dottrine di Thelema, un amore libero e incondizionato,  per accrescere la coscienza magica, sperimentavano anche l'uso di svariate droghe (marijuana, hashish, cocaina, eroina, oppio, laudano, assenzio, peyote).
Fu questo il periodo di più intensa pratica da parte di Crowley della magia sexualis dell'O.T.O. (Ordo Templi Orientis), da lui propugnata: insieme all'insegnante e occultista statunitense Leah Hirsig si dedicò a celebrare antichi rituali. Durante il periodo siciliano egli prestò anche molta attenzione alla pratica omosessuale e alla pedofilia personificando gli aspetti femminili del suo carattere e considerandoli un ente autonomo battezzato Alys Cusack.

## La fine del soggiorno siciliano di Aleister Crowley
Con l'avvento del fascismo, a causa della morte per dissenteria all'Abbazia di Raoul Loveday, studente di Oxford, che era giunto a Cefalù accompagnato dalla moglie Betty May, il prefetto di Palermo espulse Crowley dall'Italia (considerato una spia inglese), e ciò determinò la chiusura dell'Abbazia.  La signora May, sconvolta dalle pratiche degenerate e dallo squallore che regnava in quel luogo, oltre che dalla morte del marito, tornò in Inghilterra.
Dopo l'allontanamento di Crowley dall'Italia, le donne del gruppo vendettero tutti i mobili e gli arredi della casa agli abitanti del paese, per saldare i debiti che lui aveva lasciato e pagare il viaggio di ritorno in patria.

## Riscoperta e revival dell'Abbazia di Thélema
L'Abbazia cadde nell'oblio finché decenni dopo non avrebbe voluto visitarla Kenneth Anger, giornalista e regista cinematografico californiano, che agli inizi del 1950 concentra i suoi interessi sulla magia ed entra nel gruppo di Jack Parsons, studiando Aleister Crowley e andando a riscoprire quanto restava dell'Abbazia di Thélema in Sicilia. Anger, in compagnia del sessuologo Alfred Kinsey e del fotografo-scrittore Fosco Maraini vi realizzò un documentario e la riproduzione fotografica dei dipinti (le pitture murarie hard dello stesso Crowley erano state ricoperte per volontà delle autorità ecclesiastiche dell’epoca e sono visibili per intero soltanto nei rarissimi scatti di Fosco Maraini). Visse lì per tre mesi estivi, restaurando e riscoprendo scritte e segni lasciati da Crowley.

### L'Abbazia di Thélema e la letteratura siciliana
Alcuni scrittori siciliani si sono interessati alla vicenda, come: Giuseppe Quatriglio ne Il diavolo a Cefalù" e ne "L'uomo orologio e altre storie", Leonardo Sciascia in Apocrifi sul caso Crowley (che ha ispirato l'omonimo film del regista italiano Ferdinando Vicentini Orgnani) ne "Il mare color del vino", Vincenzo Consolo in Nottetempo, casa per casa (Premio Strega 1992).

## La situazione dagli anni '90 in poi: prospettive museali e fallimentari di vendita
Nel dicembre del 1990 l'Assessore regionale ai Beni culturali, Turi Lombardo, su richiesta del comune di Cefalù, provvisto di un'ampia documentazione fornita dal Prof. Pietro Saja, firmò il decreto di vincolo per l'edificio ritenuto d'importante interesse artistico. Nel febbraio del 1997 si è svolto a Cefalù un convegno internazionale, inaugurato dall'allora sindaco Alfredo La Grua, dal titolo "Un mago a Cefalù. Aleister Crowley e il suo soggiorno in Sicilia". In passato il Consiglio Comunale di Cefalù ha deliberato l'acquisto e il restauro dell'immobile per destinarlo a museo crowleyano. Particolarmente interessati al recupero dell'ex casa di Crowley si erano rivelati Roberto Negrini promotore, per questo scopo, della creazione di una “Fondazione Crowley”,  Massimo Introvigne, direttore del CESNUR (Centro Studi Nuove Religioni), J. Gordon Melton dell'Università di S. Barbara in California e Eileen Barker della London School of Economics.
Il 5 luglio 2008, a Cefalù, Pietro Saja, con Vincenzo Crivello, Nicola Cinalli, Paolo De Carlo, Alessandro Tozzi e Marco Giacalone hanno tenuto l'incontro “Crowley e il mistero di Cefalù” cui ha fatto seguito il 25 febbraio 2011 l'organizzazione a cura di Antonino Napoli, questa volta a Palermo, del convegno nazionale dal titolo “Crowleyana” sull'iniziativa di recupero e valorizzazione dell'Abbazia da un punto di vista storico-culturale e artistico.
La casa, in stato di abbandono negli anni 2000, è stata poi messa inutilmente in vendita per un breve periodo nel 2010.